# Blauwe muntgoudhaantje
Het blauwe muntgoudhaantje (Chrysolina coerulans) is een keversoort uit de familie bladkevers (Chrysomelidae). De wetenschappelijke naam van de soort werd in 1791 gepubliceerd door Scriba.
De kevers zijn 6,5 tot 9 millimeter lang. De dekschilden zijn meestal variabel gekleurd en metalig glanzend. De kleuren variëren van blauw, blauw-violet, blauw-groen, blauw-zwart, over koper tot kopergroen. De antennes en de poten hebben dezelfde kleur als het lichaam. De zijkanten van het halsschild (pronotum) lopen bijna parallel. Een aantal grove punten scheidt zijkraal van de schijf. De putjes op het borststuk zijn in het midden fijner dan aan de rand.
De soort is inheems in Nederland en Vlaanderen.